# 臺北市信義區吳興國民小學
臺北市信義區吳興國民小學（英語：Taipei Municipal Wuxing Elementary School)，是臺北市信義區的市立國民小學，簡稱吳興國小，位於松仁路226號，鄰近臺北醫學大學、信義國中，學校成立於1968年。現在已廢除制服，僅有黑黃色相間冬夏體育服。

## 歷任校長[1]
| 任別       | 姓名   | 任職時間            |
| ---------- | ------ | ------------------- |
| 第1任      | 劉煥土 | 1968年9月—1972年4月 |
| 代理       | 解金富 | 1972年4月—1972年8月 |
| 第2任      | 李慇懃 | 1972年8月—1973年7月 |
| 第3任      | 陳煌仁 | 1973年8月—1978年2月 |
| 第4任      | 張瑞福 | 1978年2月—1988年2月 |
| 第5任      | 林鈴子 | 1988年2月—1992年2月 |
| 第6任      | 賴廷生 | 1992年2月—1997年7月 |
| 第7任      | 林惠真 | 1997年8月—2001年7月 |
| 第8任      | 黃祝   | 2001年8月—2005年7月 |
| 第9任      | 瞿德淵 | 2005年8月—2009年7月 |
| 第10、11任 | 林興兆 | 2009年8月—2016年7月 |
| 第12任     | 鄭福來 | 2016年8月—2022年7月 |
| 第13任     | 陳靜宜 | 2022年8月—          |

## 歷史沿革[1]
1968年8月，程水圳先生捐獻校地，成立「臺北市松山區吳興國民小學」。

1968年9月，成立家長會，由程水圳先生任第一任會長。

1969年3月，第一期校舍（忠孝、信義、莊敬）完工，由三興國小撥1100餘名學生至本校上課。

1978年4月，制定校訓「誠毅勤樸」及校徽。

1979年3月，仁愛、自強、和平樓完工。

1979年5月，梅花池完工，恭塑 國父銅像，由教育局長施金池揭幕。

1980年5月，發行校刊《我愛吳興》創刊號，現稱《吳興園地》。

1980年9月，補校成立。

1981年3月，中正大樓完工，並恭塑孔子及 蔣公銅像，由教育局長黃昆輝揭幕。

1981年6月，新建游泳池啟用。

## 外部連結
- 吳興國小 （页面存档备份，存于）
- 吳興五十紀念特刊
- YouTube上的臺北市立吳興國民小學官方頻道